# Лейк-Далекарлія (Індіана)
Лейк-Далекарлія (англ. Lake Dalecarlia) — переписна місцевість (CDP) в США, в окрузі Лейк штату Індіана. Населення — 1332 особи (2020).

## Географія
Лейк-Далекарлія розташований за координатами 41°20′6″ пн. ш. 87°23′53″ зх. д. / 41.33500° пн. ш. 87.39806° зх. д. (41.335078, -87.398015).  За даними Бюро перепису населення США в 2010 році переписна місцевість мала площу 3,59 км², з яких 2,93 км² — суходіл та 0,66 км² — водойми.

## Демографія
Згідно з переписом 2010 року, у переписній місцевості мешкало 1355 осіб у 525 домогосподарствах у складі 385 родин. Густота населення становила 377 осіб/км².  Було 603 помешкання (168/км²).
Расовий склад населення:
| - 97,3 % — білих - 0,2 % — чорних або афроамериканців - 0,1 % — корінних американців - 0,1 % — азіатів - 1,1 % — осіб інших рас |

До двох чи більше рас належало 1,1 %. Частка іспаномовних становила 3,4 % від усіх жителів.
За віковим діапазоном населення розподілялося таким чином: 21,8 % — особи молодші 18 років, 64,2 % — особи у віці 18—64 років, 14,0 % — особи у віці 65 років та старші. Медіана віку мешканця становила 43,6 року. На 100 осіб жіночої статі у переписній місцевості припадало 111,1 чоловіків;  на 100 жінок у віці від 18 років та старших — 107,8 чоловіків також старших 18 років.
Середній дохід на одне домашнє господарство  становив 78 768 доларів США (медіана — 57 212), а середній дохід на одну сім'ю — 98 750 доларів (медіана — 78 889). За межею бідності перебувало 3,9 % осіб, у тому числі 0,0 % дітей у віці до 18 років та 0,0 % осіб у віці 65 років та старших.
Цивільне працевлаштоване населення становило 596 осіб. Основні галузі зайнятості: роздрібна торгівля — 27,2 %, освіта, охорона здоров'я та соціальна допомога — 25,0 %, будівництво — 21,1 %.